# Pete Doherty
Pete Doherty [pʰiːt ˈdɒkɜː(ɹ)ti] (Hexham, 12 maart 1979) is een Britse muzikant en de frontman van de rockband Babyshambles.
Samen met Carl Barât startte Doherty eind jaren 90 The Libertines, die in 2002 doorbraken met het album Up the Bracket. Het tweede album The Libertines volgde twee jaar later, maar vanwege Doherty's drugsproblemen viel de band uiteen. Hierna begon hij zijn eigen band Babyshambles. In 2009 bracht hij een solo-album uit, genaamd Grace/Wastelands met "Last of the English Roses" als debuutsingle.
Doherty is behalve muzikant ook dichter en schrijver. Hij is veelvuldig in de media verschenen vanwege zijn drugsgebruik, aanvaringen met de Britse autoriteiten en relatie met supermodel Kate Moss.

## Jeugd
Doherty werd geboren in Hexham, een dorp in het noorden van Engeland. Zijn vader Peter John Doherty (van geboorte Iers) was een onderofficier in het Britse leger; hij diende als sergeant in de Britse verbindingsdienst. Peter John Doherty trouwde in 1976 met Jacqueline Michels. Zij kwam uit Liverpool en was deels Joods. Ze werkte als verpleegster in het leger. Samen kregen Peter Sr. en Jaqueline behalve Pete nog 2 dochters: Amy Jo en Emily. Doherty groeide voornamelijk op in Shepherd's Bush, maar door zijn vaders baan heeft Doherty ook in Liverpool, Belfast, Coventry, Duitsland en Larnaca (Cyprus) gewoond. Doherty's ouders voedden hem katholiek op. Doherty ging naar Nicholas Chamberlaine Comprehensive School in Bedworth. Zijn grootste hobby’s in zijn jeugd waren voetbalwedstrijden van Queens Park Rangers bezoeken, naar 'Hancock’s Half Hour' luisteren en poëzie. Op zijn zestiende won Doherty zelfs een poëziewedstrijd waarmee hij een reis naar Rusland verdiende.
Op zijn zeventiende was Doherty klaar met zijn school in Bedworth. Hij rondde zijn school af met 11 top GCSE-punten en 4 A level-kwalificaties. Hij vertrok daarop naar Londen om bij zijn grootmoeder te wonen. Daar kon hij beter aarden omdat hij door zijn jeugd gewend was om te leven in grote steden. Zijn eerste baan was het vullen van graven op Willesden Cemetery. Het merendeel van zijn werkuren besteedde hij echter aan schrijven en lezen. Ondanks een aanbod van Oxford University (vanwege zijn hoge cijfers) besloot hij Engelse literatuur studeren op de University of London, maar dat hield hij maar één jaar vol. Doherty: "ik snapte niet waarom er zoveel mensen op de opleiding zaten die helemaal niet geïnteresseerd waren in literatuur. Ik wilde een romantisch en avontuurlijk bestaan."
Als Doherty op een dag in Londen bij zijn zus Amy-Jo is, ontmoet hij Carl Barât, die door Amy-Jo werd gevraagd om op Pete te passen. Barât raakte in gesprek met Doherty en was onder de indruk van zijn poëzie. Samen bleken ze ook een voorliefde voor muziek te hebben en Doherty vroeg Barât of hij "This charming man" van The Smiths kon spelen. Barât had nog nooit van The Smiths gehoord en speelde daarom per abuis "Charmless Man" van Blur. Ondanks dat ze zeer verschillende muziek luisterden, klikte het meteen tussen de twee. Doherty en Barât begonnen samen met het schrijven van nummers. Rond 1996 geven de twee hun eerste akoestische optredens in de Londense pubs. Samen gingen ze in een appartement wonen.

## Muzikale carrière

### 1997 - 2003: Ontstaan The Libertines enUp the Bracket
Doherty en Barât ontmoetten John Hassall en Johnny Borrell in 1997 via Steve Bedlow, ook wel Scarborough Steve genoemd. Borrell en Hassall kwamen Scarborough Steve in een pub tegen. Hij introduceerde hen aan Doherty en Barât. Samen met drummer Paul DaFour vormden ze de The Libertines (alhoewel Borrell even later de band alweer zou verlaten). In maart 2000 ontmoette de band Banny Poostchi, een advocaat van Warner Chappell Music Publishing. Ze was onder de indruk van het talent van de band en besloot ze te managen. Een echte deal liet echter nog lang op zich wachten: tegen december was er nog steeds niets getekend. Dufour en Hassall besloten daarop zich af te scheiden van de band. Met Gary Powell als nieuwe drummer kwam de band wel tot een platencontract en keerde Hassall terug als bassist. In 2002 kwam het debuutalbum Up the Bracket uit, wat de doorbraak voor de band betekende. De eerste problemen voor de band met Doherty ontstonden vlak voor The Libertines' eerste Europese concert in Hamburg: hij kwam niet opdagen voor vertrek en het concert moest afgezegd worden. Doherty was echter snel gevonden en de band kon de toer voortzetten.
Rond deze tijd begon Doherty’s drugsprobleem op te spelen: hij begon zwaardere drugs te nemen en daardoor ontstonden er ook problemen met de rest van de band. Toen The Libertines enkele studio-opnamen gingen maken, kwam Doherty vaak te laat of zelfs helemaal niet. Later regelde Doherty een optreden in een huis bij Kings Cross, in de hoop dat de andere bandleden vanzelf zouden komen. Powell verscheen, maar alleen om Doherty over te halen de opnamesessies te doen. Doherty ging er niet op in en Powell vertrok weer. Doherty's vriend Peter Wolfe (ook wel Wolfman) was er wel en samen speelden ze de avond vol. Doherty was zeer teleurgesteld dat Barât er niet was. Een andere avond, als Doherty een optreden op een dak in Whitechapel regelt, komt Barât ook niet opdagen. Hij is dan zijn verjaardag vieren met vrienden, die hem overtuigen niet te gaan. Doherty is hevig teleurgesteld en vertrok met de trein, zelf niet wetend waarnaartoe. Het was de avond voor een nieuwe Europese tour, waardoor er weer zonder Doherty moest worden gespeeld.
Doherty liet ondertussen met enkele berichtjes van zich horen op de Libertines-website. Een officieel bericht liet weten dat Doherty ziek was, maar in werkelijkheid zat hij in Engeland, woedend op Barât. Terwijl de tour doorging tot in eigen land, werd Doherty naar een afkickkliniek gestuurd. Voor dat hij weer clean was verliet hij de kliniek alweer. Terwijl Barât, Hassall en Powell op de Europese toer waren met Anthony Rossomando als gitarist, besloot Doherty zijn eigen band op te richten: Babyshambles. Hij vroeg Scarborough Steve om te zingen en nam enkele demo's op. Op een avond, toen er eigenlijk een optreden gepland stond, brak Doherty in bij het appartement van Barât en nam er enkele spullen mee. Doherty werd berecht en kreeg 6 maanden gevangenisstraf, later gereduceerd tot 2 maanden. Op de dag van de vrijlating was Barât daar om Doherty op te halen, tegen zijn verwachtingen in. Alle ruzies werden vergeven en er werd met Hassall en Powell een emotioneel optreden in Chatham gegeven, later die avond. De bandleden deden hun best om Doherty van de drugs af te houden, een streven dat niet realistisch bleek. Spanningen tussen Barât en Doherty groeiden wederom.

### 2003 - 2005: vertrek uit The Libertines en Babyshambles

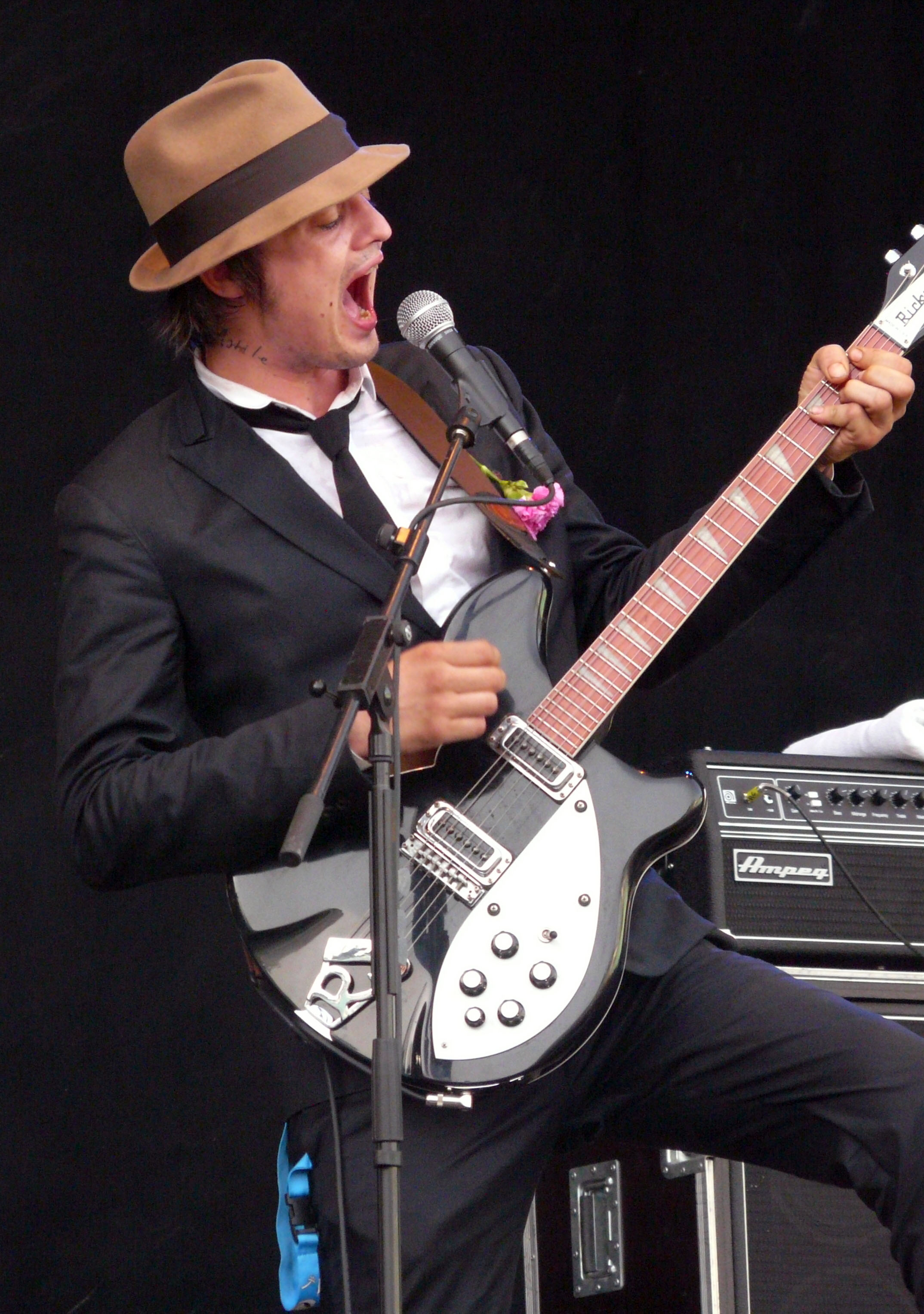
Doherty op het Madrileense Saturday Night Fiber in 2008.

Ondertussen werd wel besloten te beginnen met het tweede album. Mick Jones was opnieuw bereid het album te produceren. In de studio was er vaak security nodig om te voorkomen dat Barât en Doherty elkaar in de haren vlogen. Nadat het album opgenomen was vertrok Doherty meteen, zonder zich zorgen te maken over de eindproductie. Op 14 mei checkte Doherty in bij afkickcentrum The Priory. Hij vertrok daar eerder dan gepland, maar keerde een paar dagen later weer terug. Op 7 juni vertrok Doherty definitief. Doherty vertelde dat hij naar Thailand ging om af te kicken. De vier speelden die avond nog een set, wat later het laatste concert van de vier Libertines-leden samen bleek te zijn. The Libertines vroeg Rossomando om in te vallen voor Doherty en ging door met het promoten van het tweede album. Doherty raakte in Thailand wederom verslaafd: hij reisde ongepland naar Bangkok om drugs te zoeken. Bij terugkomst in Engeland werd Doherty gearresteerd op verdenking van illegaal wapenbezit. Hij kreeg 4 maanden cel, een straf die voor 12 maanden uitgesteld werd. Voor de andere bandleden was Doherty niet meer welkom in The Libertines, waardoor hij verderging met zijn Babyshambles.
De bezetting van de band was in het begin nogal wisselend. Voor de opnamen van het eerste album werd besloten tot een line-up van Doherty, gitarist Patrick Walden, bassist Drew McConnell en drummer Adam Ficek. In september en oktober 2004 maakten Babyshambles een tour door Engeland. Op 29 november 2004 bracht de band de single Kilamangiro uit. Enkele incidenten deden zich aan het eind van 2004 voor: tijdens een optreden in Blackpool was Doherty zo onder invloed van drugs dat de band van het podium stapte. Ook leidde een afzegging van een concert in London Astoria tot rellen. In 2004 nam Doherty een single op met zijn vriend Wolfman (Peter Wolfe). "For Lovers" haalde de zevende plaats op de Britse hitlijst. Ook was Doherty als achtergrondzanger te horen op "Down to the Underground" van Client. Een jaar later collaboreerde Doherty met de Britse rockband Littl'ans in het nummer "Their Way". Littl'ans was ook als voorprogramma van Babyshambles te zien. "Prangin' Out" van The Streets bevatte ook een contributie van Doherty.
In 2005 dook de band de studio in voor het debuutalbum, wat geproduceerd werd door Mick Jones (die ook de albums van The Libertines produceerde). Het album Down In Albion werd op 14 november 2005 uitgebracht. Twee singles volgden: "Fuck Forever" en "Albion". In het begin van 2006 houdt gitarist Patrick Walden ermee op. Doherty neemt zelf tijdelijk de gitaar over totdat Mick Whitnall bij de band komt. De band brengt de single "Jaine Jones" uit, een Clash-cover. De opbrengsten van deze single zijn bedoeld voor Strummerville, de liefdadigheidsinstelling van wijlen Joe Strummer. Op 4 december 2006 komt de ep The Blinding uit. De eerste track van de ep (ook The Blinding genoemd) wordt uitgebracht als single.

### 2006 - heden:Shotter's Nationen solo-werk
In juni 2006 verklaarde Doherty dat hij een deal had gesloten met uitgever Orion Books om zijn dagboeken, aantekeningen, gedichten en foto's te bundelen en uit te brengen. Doherty hield vanaf 1999 al zijn gedachten bij in schriften. Het merendeel van deze teksten was al te vinden op internet. Het boek, The Books Of Albion: The Collected Writings of Peter Doherty, werd uitgebracht op 21 juni 2007. In datzelfde jaar kreeg Babyshambles een nieuw platencontract bij Parlophone. Naar verluidt mocht de band 3 albums uitbrengen op het label. Het tweede album kwam Shotter's Nation op 1 oktober 2007 uit. De band begon daarna eerst aan een Engelse, en daarna aan zijn grootste Europese toer tot op heden.
In juni 2007 was Doherty samen met Kate Moss als model te zien in een reclamecampagne voor Roberto Cavalli. Moss en Doherty werden gekozen als het gezicht van Cavalli's herfst/wintercollectie van 2007/2008. Naast modellenwerk hield Doherty zich ook bezig met schilderen. Op 15 mei 2007 liet hij voor het eerst zijn werken tentoonstellen. De 14 schilderijen hingen een maand lang in London's Bankrobber Gallery. Enkele werken bestonden uit enkele zelfportretten en andere werden geschilderd met Doherty's eigen bloed. In april 2008 werden nieuwe schilderijen een maand lang tentoongesteld; ditmaal in de Chappe Gallery in Parijs. Doherty noemde de tentoonstelling "Art Of The Albion" en gebruikte ditmaal behalve zijn eigen bloed ook drugsnaalden voor zijn schilderijen. De expositie riep veel controversie op in de media.
Doherty hield vanaf zijn vertrek bij The Libertines vele solo-optredens. Op 12 juli 2008 hield hij een show in de Royal Albert Hall, een optreden dat oorspronkelijk op 26 april gepland stond, maar verplaatst werd vanwege Doherty's gevangenschap. Er waren 5500 man aanwezig, wat zijn grootste solo-optreden ooit betekende. Doherty speelde een reeks Libertines-, Babyshambles- en eigen nummers. Te gast was Wolfman, met wie hij "For Lovers" ten gehore bracht. Het optreden eindigde in een invasie van fans op het podium. Op 9 maart 2009 komt Doherty's eerste solo-album Grace/Wastelands uit. De eerste single "Last Of The English Roses" wordt een week eerder uitgebracht. Doherty heeft op het album samengewerkt met Graham Coxon, Dot Allison en zijn Babyshambles-bandleden.
In de rest van 2009 speelde Doherty concerten ter promotie van het album. In november werden drie concerten in Ierland afgelast, met aanvankelijk 'vermoeidheid' als reden. Later bleek dat Doherty een hartstilstand had gekregen en een nacht in het ziekenhuis verbleef. Volgens de dokters was de hartstilstand te wijten aan zijn drugsgebruik, maar dit werd ontkend door Doherty zelf. In dezelfde maand riep hij wederom een controverse op door tijdens een optreden in München een vooroorlogse versie van Das Lied der Deutschen te zingen. Deze bevatte een sinds de Tweede Wereldoorlog verbannen tekst en werd door boegeroep ontvangen door het Duitse publiek. Doherty, zich onbewust van zijn fout, bood later zijn excuses aan voor het incident.

## Persoonlijk

### Karakter
The Libertines werden in 2002, na het uitbrengen van Up the Bracket, door de Engelse media uitgeroepen tot de nieuwste Engelse (muziek)helden. NME benoemde Doherty (samen met Barât) in 2004 tot de meest 'coole' personen in de muziekwereld. In tegenstelling tot Barât gaf Doherty echter weinig om het succes van The Libertines. Doherty zou veel liever de hele dag in zijn appartement zitten en poëzie schrijven. Doherty wordt door fans gewaardeerd voor zijn onvoorspelbaarheid, maar de pers beweert juist dat hij een oog heeft voor het opzoeken van de publiciteit. Toermanager Matt Bates vertelt dat het "bij Doherty niet uitmaakt of hij voor 1 of voor 10.000 man speelt. De intieme shows waren een plek voor hem om tot zichzelf te komen. Hij doet een show, pakt na afloop zijn gitaar en speelt buiten een tweede show. Er zijn geen andere rockhelden die dit doen." Doherty's ex-manager James Mullord beschrijft Doherty als "de meest charmante en charismatische man die hij ooit heeft gezien", maar bekritiseert zijn onvoorspelbaarheid: "zelfs Alan [McGee] kon er niet voor zorgen dat Pete op kwam dagen voor zijn shows. Als hij iets niet wil doen, doet hij het ook niet. Hij heeft een compleet vrije geest."
In 2009 vertelde Blur-gitarist Graham Coxon na zijn samenwerking op Doherty's solo-album over hem: "Eigenlijk vind ik Pete als persoon erg leuk. Hij is erg grappig, warm en charmant. (...) Hij laat een sterke indruk achter, is nogal kwetsbaar, vertrouwt mensen misschien iets te snel en brengt zichzelf in onnodig lastige situaties. Jammer genoeg voor hem trekt hij nogal wat slechte mensen aan. Het is makkelijk om te denken dat Pete een junkie is. Ik ben ook vaak boos op hem geweest voor het verkwanselen van zijn talent."

### Invloeden en teksten

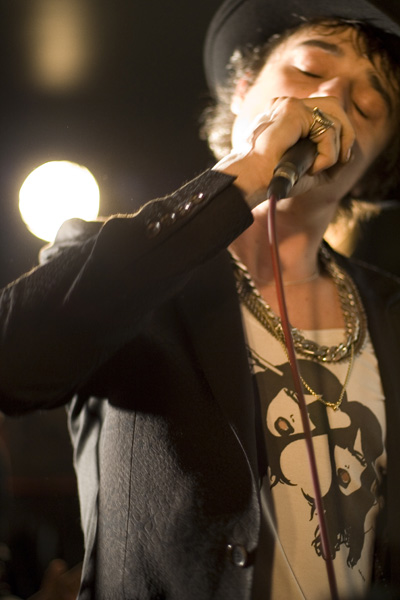
Pete Doherty in 2007.

Een van Doherty's grootste inspiraties is schrijver Oscar Wilde. Andere schrijvers waarin hij geïnteresseerd is, zijn Graham Greene, Jean Genet, Charles Baudelaire, George Orwell, Markies de Sade (wiens werk De 120 dagen van Sodom een inspiratie was voor de bandnaam van The Libertines) en Thomas de Quincey. De titel van het Babyshambles-nummer "A'Rebours" is afgeleid van hetzelfde boek, geschreven door auteur Joris-Karl Huysmans. Ook is Doherty een fan van Tony Hancock; hij en zijn vader waren ooit samen lid van de Tony Hancock Appreciation Society. Doherty refereert aan Hancock door in het nummer "You're My Waterloo" 'Stone me!' te zingen. Muzikaal gezien luisterde Doherty veel naar The Jam, The Smiths, Suede en Chas & Dave.
Een referentie naar Wilde is het nummer "Narcissist", waarbij het karakter Dorian Gray wordt genoemd. Gray is de hoofdpersoon uit Wildes boek Het portret van Dorian Gray en iemand die narcistisch gedrag vertoont. Andere thema's in de teksten van Doherty refereren aan drugs en Albion, zijn ideeën over een mythische, perfecte vorm van Engeland. Dit is te horen in het nummer "Albion", waarbij gerefereerd wordt naar verschillende plaatsen in Engeland. 'Albion' komt ook terug in Doherty's andere werken zoals zijn memoires 'Books of Albion', waarin ook overige invloeden van Doherty duidelijk worden: hij hecht veel waarde aan Roemeense poëzie en filosofen als Albert Camus en Miguel de Unamuno.

### Privé-leven
Sinds het ontstaan van The Libertines heeft Doherty verschillende vormen van drugs gebruikt. Ooit gaf hij zelf toe verslaafd te zijn aan crack en heroïne. Hij was in zijn jeugd anti-drugs, maar in zijn Libertines-periode probeerden enkele bandleden, waaronder Doherty, heroïne. Uiteindelijk was hij de enige die verslaafd werd aan de drug. Doherty: "Ik had nog nooit crack geprobeerd. Ook heroïne had ik nooit gedaan; ik vond het vies en stinken. Het was helemaal niet romantisch, het was verschrikkelijk om te zien wat het met mensen deed. Ik had gezworen dat ik het nooit zou proberen." Toch begon Doherty; eerst met opium en daarna met heroïne. Doherty: "Ik was heel ongelukkig. Mijn relatie was zojuist verbroken en ik zag drugs als een manier om de donkere tijden te voorkomen." Op het moment dat Doherty begon met grote hoeveelheden drugs, verdiende The Libertines een platencontract ter waarde van 60 duizend pond. Dat geld werd door Doherty meteen in drugs gestoken. In zijn Libertines-periode heeft hij enkele malen in een ontwenningskliniek gezeten. Tijdens Doherty's relatie met Kate Moss is hij enige tijd gestopt.
Doherty is in het verleden gearresteerd voor onder andere drugsbezit, rijden onder invloed, autodiefstal en rijden met een verlopen rijbewijs. Hij vertelde in 2007 al schuldig te zijn aan bezit van crack, heroïne, cannabis en ketamine. Doherty heeft verschillende malen in detentie gezeten. Op 7 september 2003, na het beroven van Barâts appartement, werd hij veroordeeld tot een gevangenisstraf van 6 maanden. Later werd zijn straf gereduceerd tot 2 maanden, nadat de rechter meldde dat "er niet genoeg rekening werd gehouden met het feit dat Doherty zichzelf schuldig bevond". De strafvermindering betekende dat Doherty vrijwel onmiddellijk werd vrijgelaten; op 8 oktober mocht Doherty naar huis.
Op 2 februari 2005 werd Doherty gearresteerd na onenigheid met filmmaker Max Carlish. Carlish was op dat moment een rockumentaire over Doherty aan het maken, maar verkocht tegelijkertijd ook foto's aan de Britse tabloids met een heroïne-rokende Doherty daarop afgebeeld. Doherty en zijn vriend Alan Wass werden opgepakt voor diefstal en chantage. Vijf dagen later kwamen ze op borgtocht vrij, nadat Doherty's platenmaatschappij Rough Trade Records het verschuldigde bedrag van £ 150.000 betaalde. Doherty en Wass werden later vrijgesproken vanwege een gebrek aan bewijsmateriaal. Op 8 april 2008 werd Doherty veroordeeld tot een gevangenisstraf van 14 weken, een gevolg van een eerdere voorwaardelijke straf. Die straf kreeg hij vanwege meerdere misdrijven, zoals drugsbezit en verkeersovertredingen. Nadat bekend werd dat enkele gedetineerden een aanval op Doherty planden, werd hij naar een privé-gedeelte van de Wormwood Scrubs-gevangenis verplaatst. Op 6 mei werd de straf van Doherty gehalveerd en mocht hij naar huis. Bij de vrijlating liet Doherty een certificaat zien waarbij getoond werd dat hij een drugstest gehaald, en daarmee dus clean was tijdens zijn gevangenschap.
In juni 2009 werd Doherty tweemaal opgepakt door de politie. Op 5 juni werd hij in Genève gearresteerd voor drugsbezit op een vliegtuig. Een week later gebeurde hetzelfde in Gloucester wegens het rijden onder invloed en gevaarlijk weggedrag. Ook werd Doherty gearresteerd op illegaal drugsbezit. De uitspraak over deze zaak volgt in december.

### Relaties
Doherty kreeg in 2003 samen met Kill City-zangeres Lisa Moorish een zoon genaamd Astile. Moorish werd daardoor een gewild tabloid-object omdat ze al eerder een kind kreeg met Oasis-zanger Liam Gallagher. In 2004 had hij het een tijd met dance-zangeres Dot Allison. Van 2005 tot 2007 had Doherty een relatie met supermodel Kate Moss. Ze ontmoetten elkaar op het 31e verjaardagsfeest van Moss en onderhielden sindsdien een knipperlichtrelatie. Moss werd vaak betrokken bij Doherty's muziek: ze is te horen in het nummer "La Belle et La Bête" van het album Down in Albion, waar ze "Is she more beautiful than me" zingt. Ook is Moss verantwoordelijk voor enkele teksten op het album Shotter's Nation. Tijdens sommige Babyshambles-optredens was ze ook op het podium te zien. In september 2005 kwam het koppel in het nieuws nadat de Daily Mirror foto’s publiceerde van een cocaïne-gebruikende Moss. Deze foto’s waren genomen tijdens een opnamesessie van Babyshambles. Volgens Doherty had James Mullord deze foto’s verkocht voor meer dan £ 150.000 (220.000 euro). Door deze publicatie verloor Moss miljoenencontracten bij Chanel, Burberry en H&M. Op 11 april 2007 kondigt Doherty tijdens een solo-optreden in Hackney Empire Moss aan als zijn verloofde. Er waren plannen om in de zomer van 2007 te trouwen, maar in juli ging het stel uit elkaar. In oktober had Doherty een korte relatie met model Irina Lazareanu.

## Discografie

### Albums
| Album met eventuele hitnotering(en) in de Nederlandse Album Top 100 | Datum van verschijnen | Datum van binnenkomst | Hoogste positie | Aantal weken | Opmerkingen        |
| ------------------------------------------------------------------- | --------------------- | --------------------- | --------------- | ------------ | ------------------ |
| Up the Bracket                                                      | 2002                  | -                     |                 |              | als The Libertines |
| The Libertines                                                      | 28-08-2004            | 11-09-2004            | 53              | 3            | als The Libertines |
| Down In Albion                                                      | 14-11-2005            | -                     |                 |              | als Babyshambles   |
| Shotter's Nation                                                    | 28-09-2007            | -                     |                 |              | als Babyshambles   |
| Grace/Wastelands                                                    | 13-03-2009            | 28-03-2009            | 83              | 1            |                    |
| Sequel To The Prequel                                               | 03-09-2013            | -                     | -               | -            | als Babyshambles   |

| Album met hitnotering(en) in de Vlaamse Ultratop 200 albums | Datum van verschijnen | Datum van binnenkomst | Hoogste positie | Aantal weken | Opmerkingen        |
| ----------------------------------------------------------- | --------------------- | --------------------- | --------------- | ------------ | ------------------ |
| The Libertines                                              | 2004                  | 11-09-2004            | 24              | 6            | als The Libertines |
| Shotter's Nation                                            | 2007                  | 13-10-2007            | 45              | 7            | als Babyshambles   |
| Grace/Wastelands                                            | 2009                  | 21-03-2009            | 7               | 20*          |                    |

### Singles
| Single met hitnotering(en) in de Vlaamse Ultratop 50 | Datum van verschijnen | Datum van binnenkomst | Hoogste positie | Aantal weken | Opmerkingen      |
| ---------------------------------------------------- | --------------------- | --------------------- | --------------- | ------------ | ---------------- |
| Delivery                                             | 17-09-2007            | 13-10-2007            | tip11           | -            | als Babyshambles |
| Last Of The English Roses                            | 26-01-2009            | 04-04-2009            | 40              | 6            |                  |

### Gastoptredens
- 2004 - "For Lovers" (met Wolfman)
- 2004 - "Down To The Underground" (met Client)
- 2005 - "Their Way" (met Littl'ans)
- 2006 - "Prangin' Out" (met The Streets)